# Diócesis de Miri
La diócesis de Miri (en latín: Dioecesis Mirien(sis), en malayo: Keuskupan Miri y en inglés: Roman Catholic Diocese of Miri) es una circunscripción eclesiástica latina de la Iglesia católica en Malasia, sufragánea de la arquidiócesis de Kuching. La diócesis tiene al obispo Richard Ng como su ordinario desde el 30 de octubre de 2013. 

## Territorio y organización
La diócesis tiene 66 135 km² y extiende su jurisdicción sobre los fieles católicos de rito latino residentes en parte del estado de Sarawak.
La sede de la diócesis se encuentra en la ciudad de Miri, en donde se halla la Catedral de Santa María.
En 2019 en la diócesis existían 14 parroquias.

## Historia
El vicariato apostólico de Miri fue erigido el 19 de diciembre de 1959, obteniendo el territorio del vicariato apostólico de Kuching (hoy arquidiócesis).
El 31 de mayo de 1976 el vicariato apostólico fue elevado al rango de diócesis con la bula Quoniam Deo favente del papa Pablo VI.
El 21 de noviembre de 1997 cedió una parte de su territorio para la erección de la prefectura apostólica de Brunéi (hoy vicariato apostólico de Brunéi) mediante la bula Constat in finibus del papa Juan Pablo II.

## Estadísticas
De acuerdo al Anuario Pontificio 2020 la diócesis tenía a fines de 2019 un total de 107 017 fieles bautizados.
| Año                                                                             | Población            | Población | Población      | Sacerdotes | Sacerdotes    | Sacerdotes    | Bautizados por sacerdote | Diáconos permanentes | Religiosos | Religiosos | Parroquias |
| Año                                                                             | Bautizados católicos | Total     | % de católicos | Total      | Clero secular | Clero regular | Bautizados por sacerdote | Diáconos permanentes | Varones    | Mujeres    | Parroquias |
| ------------------------------------------------------------------------------- | -------------------- | --------- | -------------- | ---------- | ------------- | ------------- | ------------------------ | -------------------- | ---------- | ---------- | ---------- |
| 1970                                                                            | 15 484               | 182 000   | 8.5            | 53         | 29            | 24            | 292                      |                      | 27         | 20         |            |
| 1980                                                                            | 30 141               | 335 000   | 9.0            | 23         | 7             | 16            | 1310                     |                      | 17         | 17         | 32         |
| 1990                                                                            | 43 550               | 720 000   | 6.0            | 14         | 10            | 4             | 3110                     |                      | 4          | 17         | 13         |
| 1997                                                                            | 56 774               | 517 000   | 11.0           | 15         | 9             | 6             | 3784                     |                      | 7          | 14         | 12         |
| 2013                                                                            | 130 000              | 900 000   | 14.4           | 16         | 16            |               | 8125                     |                      | 3          | 16         | 12         |
| 2016                                                                            | 98 743               | 757 494   | 13.0           | 21         | 19            | 2             | 4702                     |                      | 2          | 15         | 11         |
| 2019                                                                            | 107 017              | 820 558   | 13.0           | 29         | 21            | 8             | 3690                     |                      | 8          | 18         | 14         |
| Fuente: Catholic-Hierarchy, que a su vez toma los datos del Anuario Pontificio. |                      |           |                |            |               |               |                          |                      |            |            |            |

## Episcopologio
- Anthony Denis Galvin, M.H.M. † (5 de abril de 1960-5 de septiembre de 1976 falleció)
- Anthony Lee Kok Hin (30 de mayo de 1977-30 de octubre de 2013 retirado)
- Richard Ng, desde el 30 de octubre de 2013